# Ферфілд (Техас)
Ферфілд (англ. Fairfield) — місто (англ. city) в США, в окрузі Фристоун штату Техас. Населення — 2850 осіб (2020).

## Географія
Ферфілд розташований за координатами 31°43′3″ пн. ш. 96°10′14″ зх. д. / 31.71750° пн. ш. 96.17056° зх. д. (31.717440, -96.170483).  За даними Бюро перепису населення США в 2010 році місто мало площу 14,15 км², з яких 14,14 км² — суходіл та 0,01 км² — водойми.

## Демографія
Згідно з переписом 2010 року, у місті мешкала 2951 особа в 1135 домогосподарствах у складі 747 родин. Густота населення становила 209 осіб/км².  Було 1327 помешкань (94/км²).
Расовий склад населення:
| - 65,6 % — білих - 22,9 % — чорних або афроамериканців - 0,9 % — азіатів - 0,4 % — корінних американців - 0,1 % — вихідців з тихоокеанських островів - 8,0 % — осіб інших рас |

До двох чи більше рас належало 2,1 %. Частка іспаномовних становила 14,5 % від усіх жителів.
За віковим діапазоном населення розподілялося таким чином: 25,0 % — особи молодші 18 років, 56,6 % — особи у віці 18—64 років, 18,4 % — особи у віці 65 років та старші. Медіана віку мешканця становила 38,7 року. На 100 осіб жіночої статі у місті припадало 93,0 чоловіків;  на 100 жінок у віці від 18 років та старших — 88,1 чоловіків також старших 18 років.
Середній дохід на одне домашнє господарство  становив 58 435 доларів США (медіана — 46 964), а середній дохід на одну сім'ю — 70 408 доларів (медіана — 58 462). За межею бідності перебувало 10,0 % осіб, у тому числі 10,9 % дітей у віці до 18 років та 11,5 % осіб у віці 65 років та старших.
Цивільне працевлаштоване населення становило 1311 осіб. Основні галузі зайнятості: освіта, охорона здоров'я та соціальна допомога — 23,2 %, публічна адміністрація — 12,7 %, мистецтво, розваги та відпочинок — 11,2 %.